# Atlantisch orkaanseizoen 2007
Het Atlantisch orkaanseizoen 2007 was een actief Atlantisch orkaan seizoen met 17 tropische cyclonen, waarvan 15 promoveerden tot tropische storm. Twee tropische stormen wakkerden aan tot majeure orkanen, dat wil zeggen categorie 3 en hoger. Het startte officieel op 1 juni en eindigde op 30 november, de periode waarbinnen zich gewoonlijk de tropische cyclonen vormen in de Atlantische Oceaan. In de praktijk begon het seizoen op 9 mei met het ontstaan van subtropische storm Andrea terwijl ook het eind buiten de officiële periode lag met tropische storm Olga die pas op 13 december oploste.
De meest krachtige, orkaan Dean, is nummer 7 op de lijst van meest krachtige orkanen uit het Atlantisch basin en nummer 3 van degene die ook aan land zijn gekomen. Het seizoen 2007 samen met de seizoenen 1960, 1961 en 2005 zijn de enige vier seizoenen met méér dan één orkaan van de hoogste categorie. Het was het tweede seizoen waarbij zowel een Atlantische orkaan, orkaan Felix, als een orkaan in het oosten van de Grote Oceaan, orkaan Henriette, op dezelfde dag aan land kwamen. September had een record met acht stormen, alhoewel de sterkte en de duur laag waren. Naast de orkanen Dean en Felix, was geen van de stormen in het seizoen krachtiger dan categorie 1.
De verwachting voor het seizoen gemaakt door de Colorado State University (CSU) waren veertien stormen en zeven orkanen, waarvan drie van minimaal categorie 3. De National Oceanic and Atmospheric Administration (NOAA) kwam later met een initiële voorspelling van 13 tot 17 stormen, 7 tot 10 orkanen en 3 tot 5 majeure orkanen. Na diverse herzieningen stelden zowel NOAA als CSU halverwege het seizoen hun verwachtingen naar beneden bij.
Verschillende stormen kwamen aan land of hadden directe invloed op het land. De orkanen Dean en Felix kwamen beide aan land als categorie 5 en veroorzaakten in respectievelijk Mexico en Centraal-Amerika zware schade. Beide stormnamen evenals orkaan Noel, de orkaan die grote invloed had in de Caraïben, werden van de lijst van tropische cycloonnamen gehaald. De Verenigde Staten werden geraakt door vijf cyclonen, alhoewel de stormen over het algemeen zwak waren; drie tropische depressies en slechts één tropische storm, tropische storm Gabrielle, en één orkaan, orkaan Humberto, kwamen aan land. Drie stormen hadden direct invloed op Canada alhoewel niet ernstig. Alle stormen samen kostten het leven van ten minste 423 personen en veroorzaakten een schade van circa $3 miljard (2007 USD).

## Voorspelling
Op 8 december publiceerde Dr. Korbach van de Universiteit van Colorado zijn verwachting voor het komend seizoen. Aangenomen, dat de El Niño, die de activiteit in het seizoen 2006 onderdrukte, verdwenen zal zijn op het hoogtepunt van het komende seizoen, verwacht hij een bovengemiddeld seizoen. Vooral de omstandigheden boven de Caraïbische Zee lijken gunstig.

## Cyclonen

### Subtropische storm Andrea

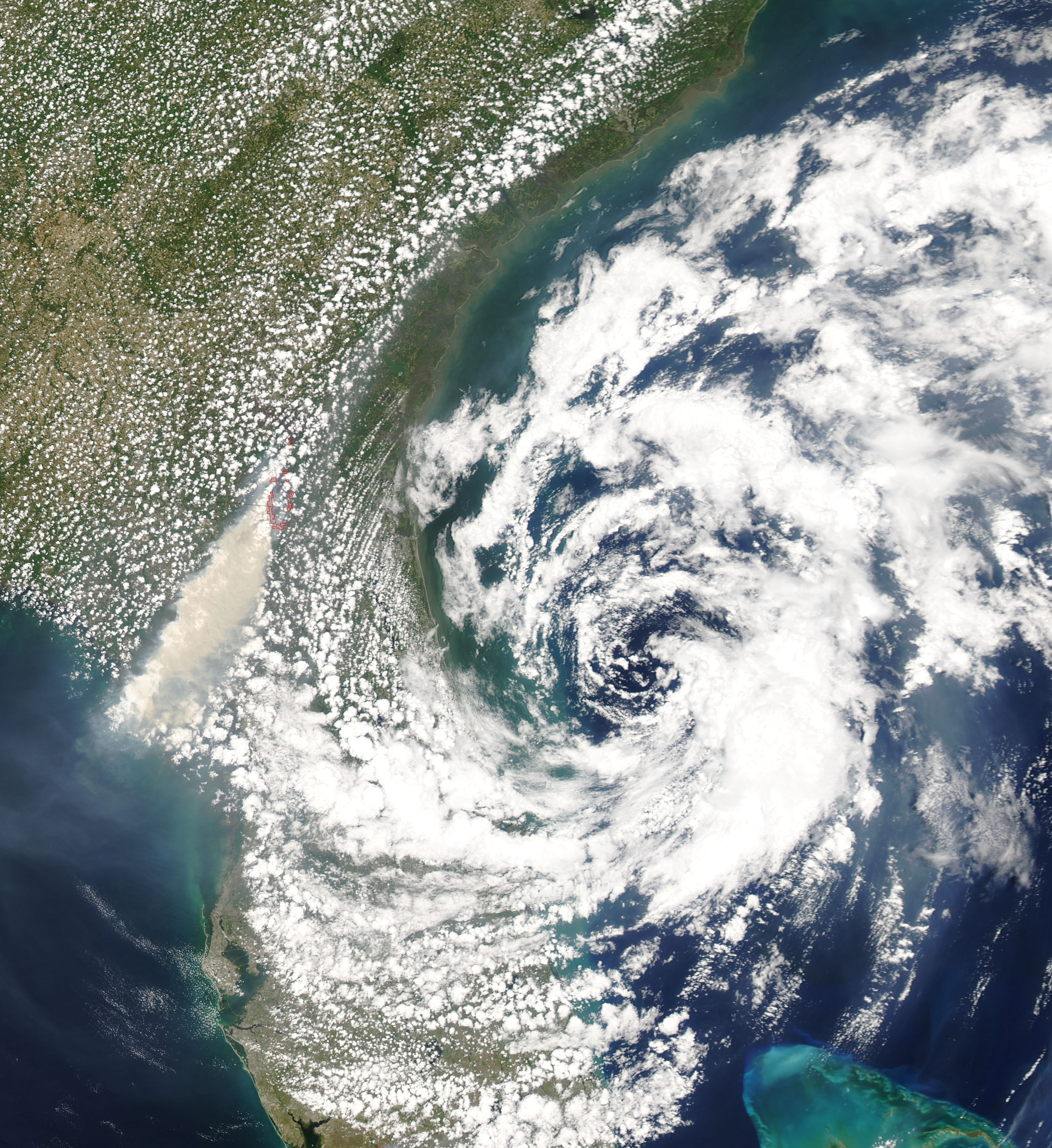
Subtropische depressie Andrea voor de Amerikaanse kust op 10 mei.

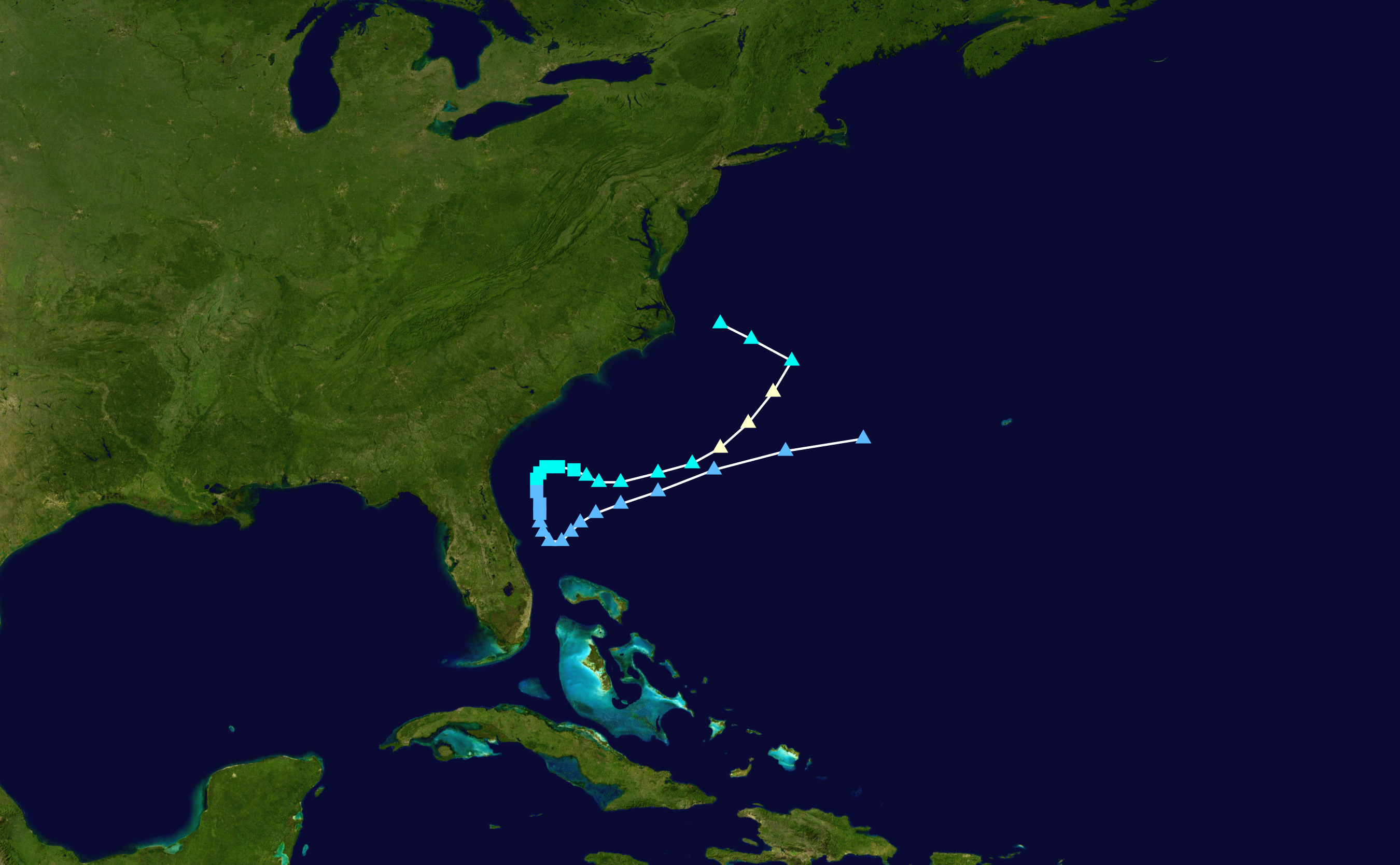
Andrea meanderde ten oosten van Florida en Georgia.

Begin mei lag er een koufront boven het westen van de Atlantische Oceaan, dat door een rug van hoge druk aan zijn noordwestflank naar het zuidwesten gedreven werd. De bijbehorende trog van lage druk ontwikkelde zich op 6 mei op 140 km ten oosten van Kaap Hatteras tot lagedrukgebied. De hoge druk aan zijn noordwestflank was sterk, zodat een sterke drukgradiënt de ontwikkeling stimuleerde. Echter door een gebrek aan warme, vochtige lucht kon er vooralsnog van een (sub)tropische ontwikkeling geen sprake zijn. Dat veranderde op 8 mei, toen het systeem, dat inmiddels naar het zuidzuidwesten was getrokken, meer convectie ontwikkelde. Op 9 mei trof een verkenningsvliegtuig een vlakke isotherm aan over de kern van het systeem. Dat wil zeggen, dat de temperatuur in het centrum gelijk is aan die in de omgeving (Bij extratropische cyclonen is de kern kouder en bij tropische cyclonen juist warmer). Satellietbeelden suggereerden dat het systeem op grote hoogte een uitstoot ontwikkelde en het stormveld met de sterkste winden zich tot 185 km buiten het centrum uitstrekte, voldoende voor het National Hurricane Center om het systeem te promoveren tot subtropische storm Andrea.
Daarmee was het seizoen 2007 het eerste sinds het seizoen 2003 dat te vroeg begon (2003 begon met tropische storm Ana in april). Andrea is daarmee ook de eerste (sub)tropische storm van de maand mei sinds tropische storm Arlene in 1981. De volgende dag echter, op 10 mei geraakte Andrea boven koeler water en verloor aan structuur; zij degradeerde tot subtropische depressie en enkele uren later staakte het National Hurricane Center zijn beschouwingen betreffende Andrea. Op 11 mei leefde de convectie in het systeem nog even op, zodat het een ogenblik erop leek dat het systeem opnieuw tropische kenmerken aannam. Andrea veroorzaakte kusterosie en hoge golven aan de Amerikaanse kust tussen North Carolina en Florida. Deze golven kostten aan een surfer het leven. Gehoopt werd, dat Andrea regen zou brengen in het door droogte en bosbranden geteisterde zuidoosten van de Verenigde Staten. De regen bleef uit, maar de sterke wind in delen van Georgia en Florida wakkerden de bosbranden aan. Andrea bereikte haar hoogtepunt op 9 mei met windsnelheden tot 74 km/uur en een minimale druk van 1002 hPa.

### Tropische storm Barry

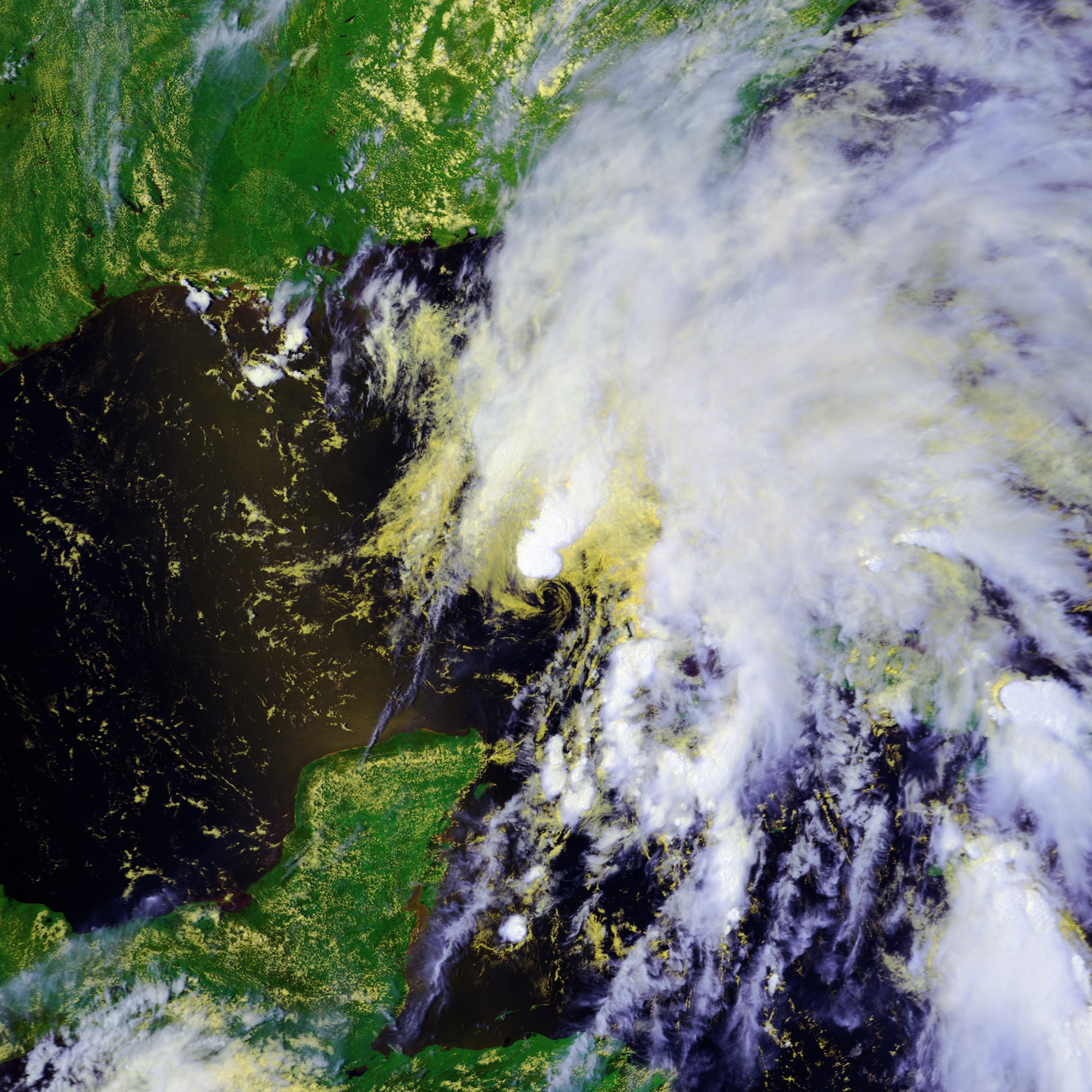
Barry op 1 juni met zijn centrum ten noorden van de Straat Yucatan, enkele uren na zijn doop tot tropische storm.

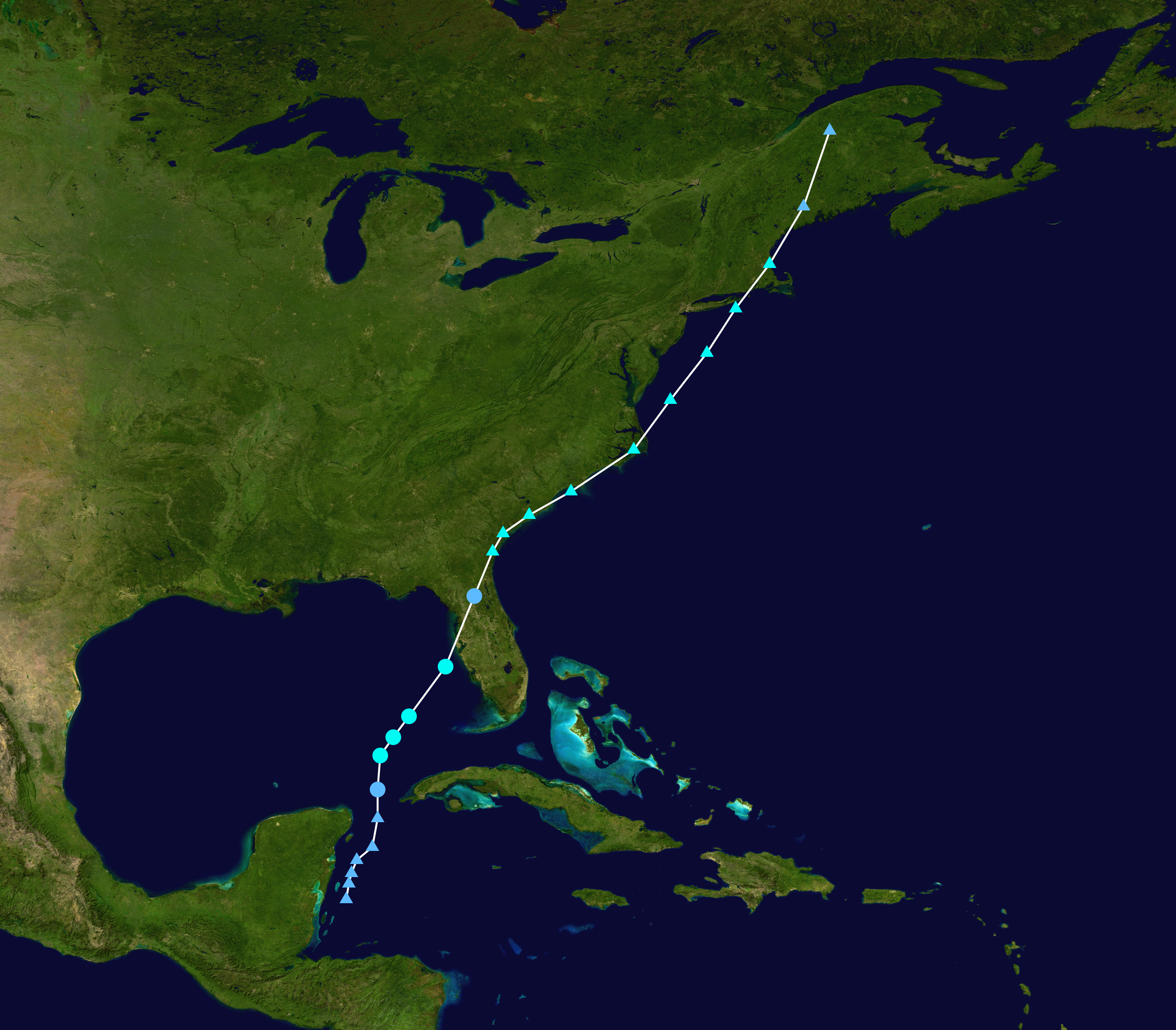
De koers van Barry.

Op 30 mei ontstond er in de Baai van Honduras een breed lagedrukgebied, dat vervolgens noordwestwaarts koerste door het noordwesten van de Caraïbische Zee en de Straat Yucatan. Boven de Golf van Mexico begon, tegen de verwachting in het lagedrukgebied onder sterke zuidwestelijke schering toch tot ontwikkeling te komen en op 1 juni, de eerste officiële dag van het seizoen, trof een verkenningsvliegtuig een tropische storm aan met georganiseerde diepe convectie en sterkste stormveld rond het centrum. Het lagedrukgebied werd subiet tot tropische storm Barry gepromoveerd. Onder invloed van een trog van lage druk boven het westen van de Golf van Mexico, dezelfde die tropische storm Barbaras koers beïnvloedde, koerste Barry in noordelijke/noordnoordoostelijke richting. Barry naderde de kust van Florida en kwam boven koeler zeewater terecht. Barry landde als minimale tropische storm met windsnelheden tot 65 km/uur bij Tampabaai. Hij versnelde zijn koers in noordnoordoostelijke richting en degradeerde even later boven land tot tropische depressie. Barry transformeerde tot extratropische depressie; zijn centrum werd door de interactie met land ovaal van vorm.
De extratropische Barry trok verder over Florida en Georgia en verder langs de Amerikaanse oostkust noordoostwaarts. Barry tipte nog aan de kust van South Carolina op 3 juni, landde opnieuw op 5 juni in New England en werd de volgende dag nabij de grens tussen Maine en Quebec opgenomen door een niet-tropisch lagedrukgebied. Barry eiste drie slachtoffers; een surfer verdronk in de storm in het district Pinellas aan de westkust van Florida en twee mensen kwamen om bij verkeersongevallen, die het gevolg waren van het noodweer. In de Cubaanse provincie Pinar del Río veroorzaakte Barry enkele windhozen, waarbij 3 mensen gewond raakten. Verder bracht Barry regen aan de gehele oostkust van de Verenigde Staten, van Florida tot Maine. In Florida en Georgia, die geteisterd werden door bosbranden, was de regen een zegen voor de brandweer.

### Tropische storm Chantal

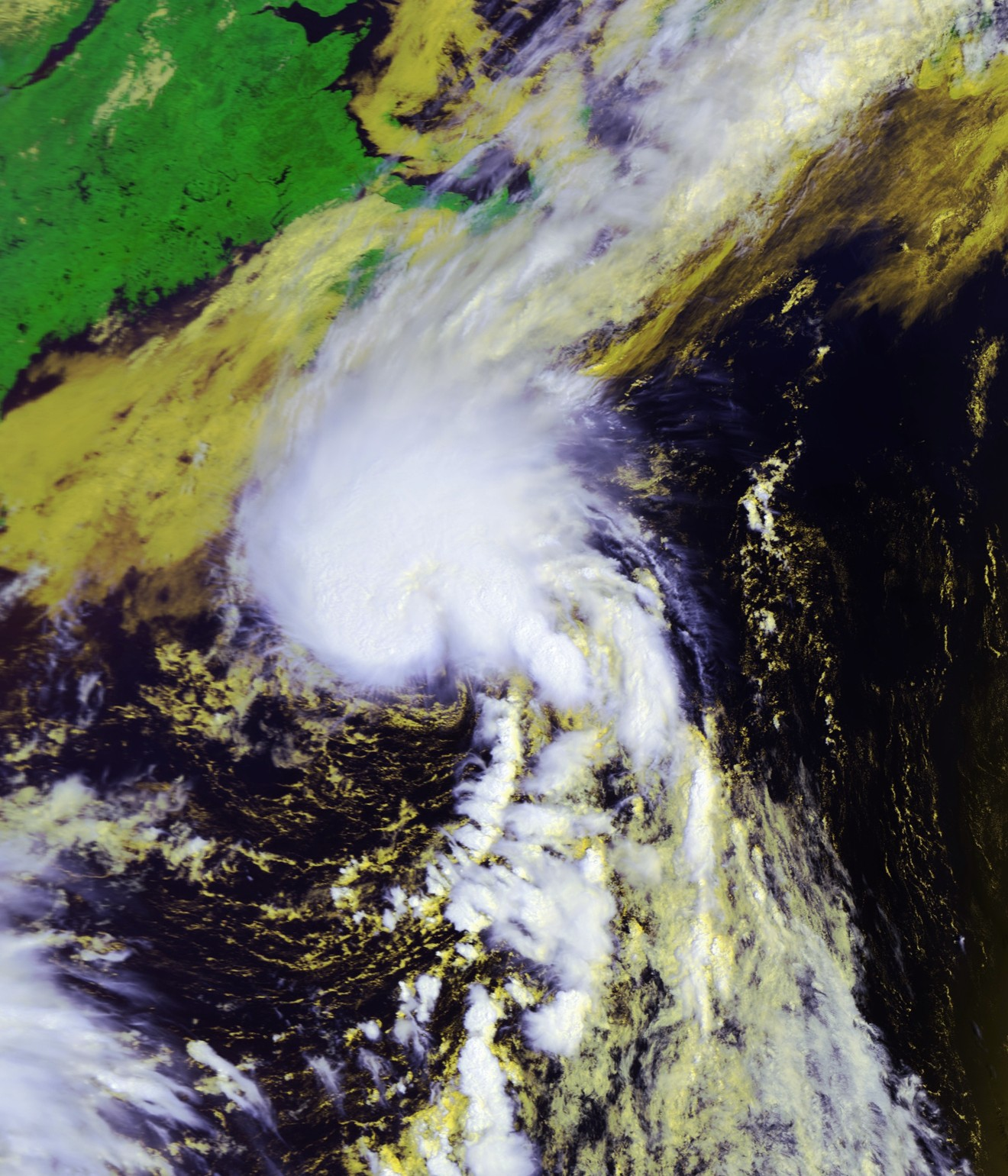
Chantal boven de Atlantische Oceaan op 31 juli.

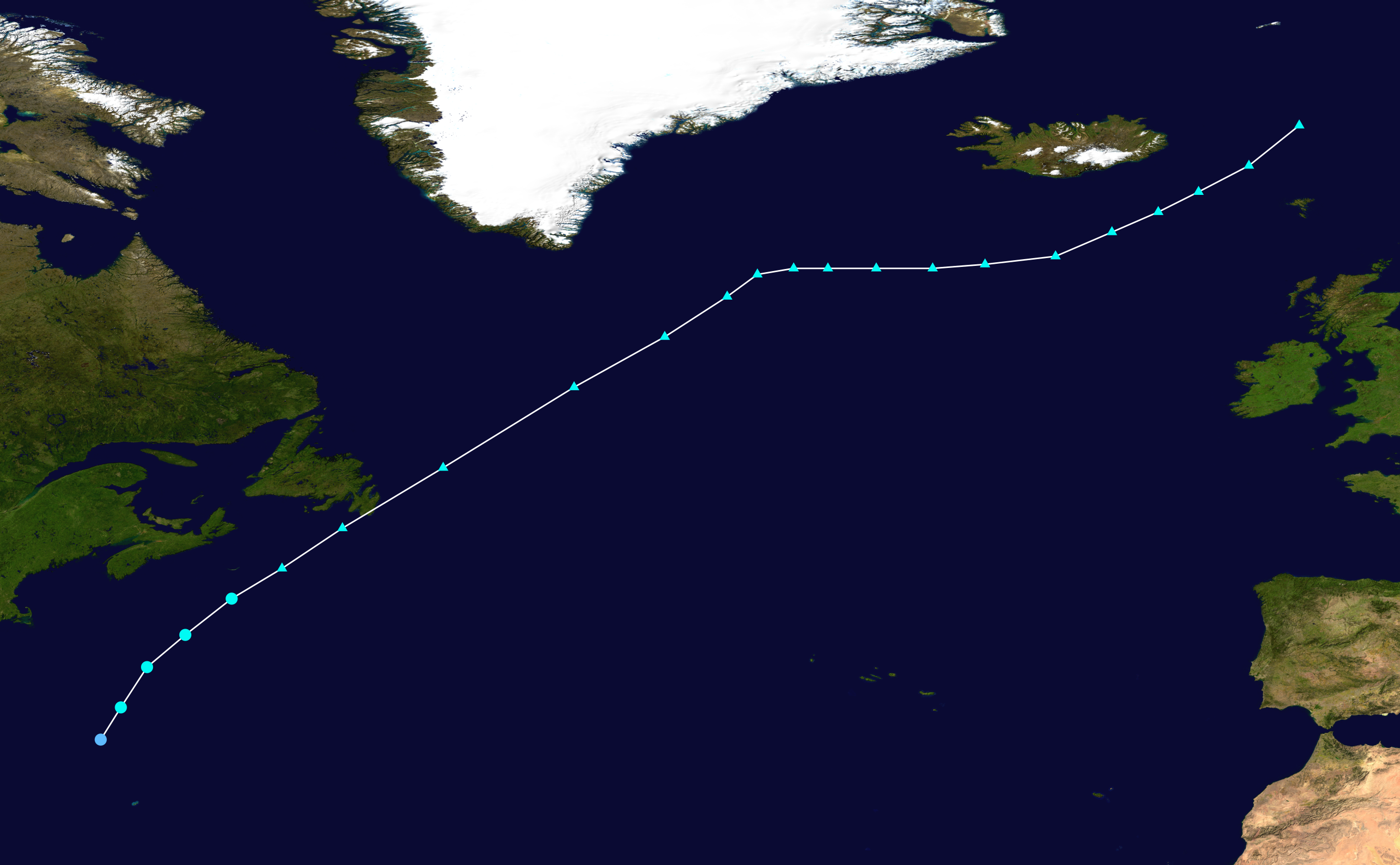
Het tracé van Chantal.

Op 28 juli ontwikkelde zich op 160 km ten oosten van de Bahama's een storing binnen een zwak lagedrukgebied. De storing trok noordnoordoostwaarts en aanvankelijk waren de omstandigheden in de atmosfeer ongunstig voor verdere ontwikkeling tot tropische cycloon. Dat veranderde echter de volgende dag. Het systeem draaide naar het noordoosten, onder invloed van een trog van lage druk ten westen van het systeem. Op 30 juli passeerde het lagedrukgebied ten westen van Bermuda. Het systeem ging gepaard met een gesloten circulatie en een gebied met standvastige, diepe convectie. Toen op 31 juli scheepsberichten windsnelheden tot 56 km/uur rapporteerden en dit bovendien werd ondersteund door satellietbeelden, werd het lagedrukgebied op 435 km ten noordnoordwesten van Bermuda opgewaardeerd tot tropische depressie 3. Aanvankelijk was haar convectie nog beperkt tot het noordoostelijke kwadrant, maar boven water van 27 °C kon zij zich toch verder organiseren, zodat tropische depressie 3 later op 31 juli promoveerde tot tropische storm Chantal op 530 km ten zuiden van Halifax in Nova Scotia.
Enkele uren later vertoonde Chantal zelfs spiraalbanden en bereikte ze haar hoogtepunt met windsnelheden tot 83 km/uur met windstoten tot 102 km/uur en een minimale druk van 994 hPa. Maar omdat Chantal steeds sneller in noordoostelijke richting koerste, raakte zij benoorden de warme golfstroom boven kouder zeewater, waardoor zij op 1 augustus snel transformeerde tot extratropische cycloon. Chantal behield echter verspreid rond haar centrum wat convectie en later die dag landde zij in Newfoundland op het schiereiland Avalon. Zij trok snel over Newfoundland en Labrador naar het noorden weg. Chantal veroorzaakte als tropische cycloon geen slachtoffers noch schade. Toen zij als extratropische cycloon landde op het schiereiland Avalon, veroorzaakte zij overstromingen, als gevolg van de zware regenval tot meer dan 150 mm. De overstromingen beschadigden een brug bij Spaniard's Bay en in sommige districten moest de noodtoestand worden uitgeroepen, maar slachtoffers waren er niet.

### Orkaan Dean

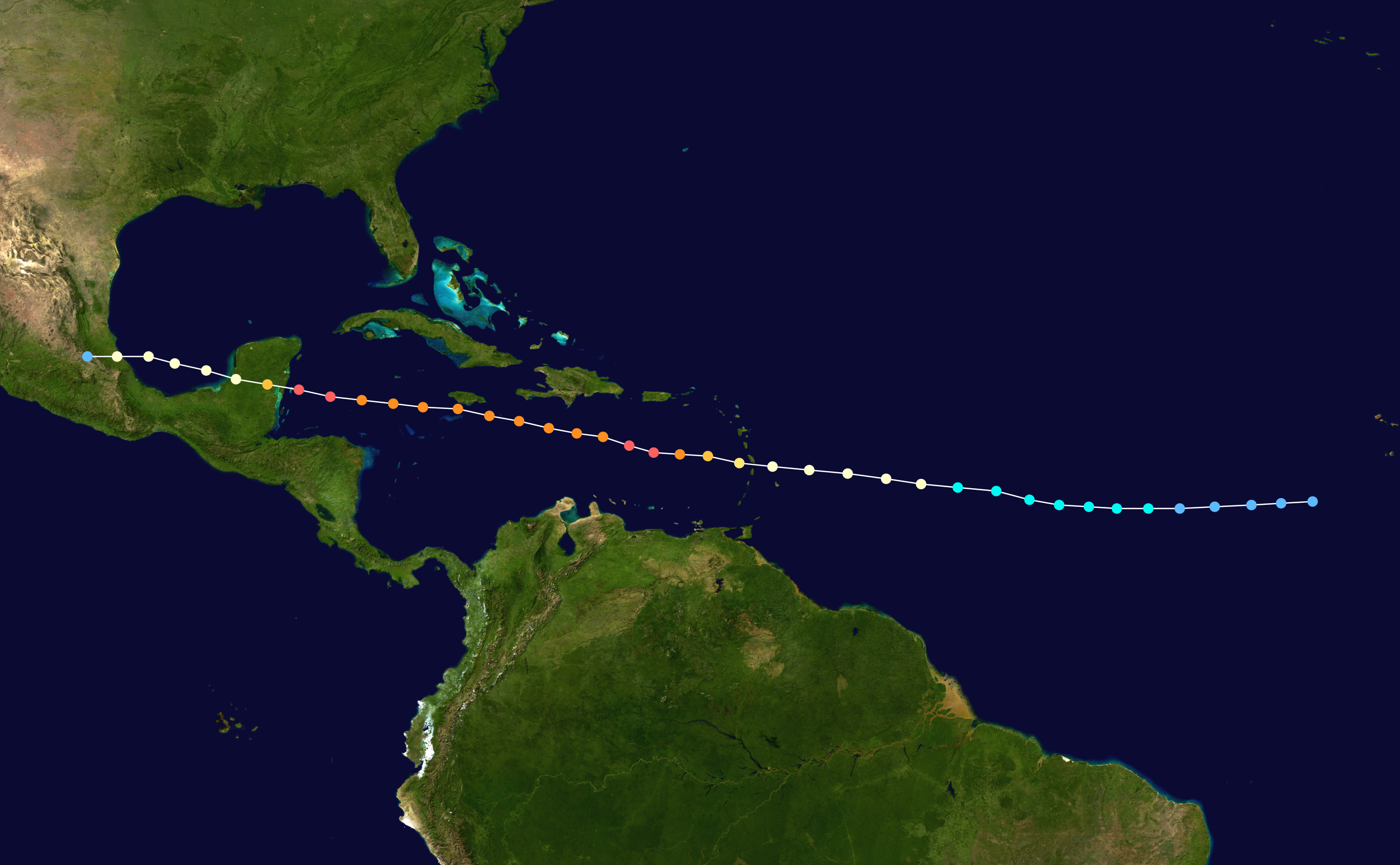
Deans koers

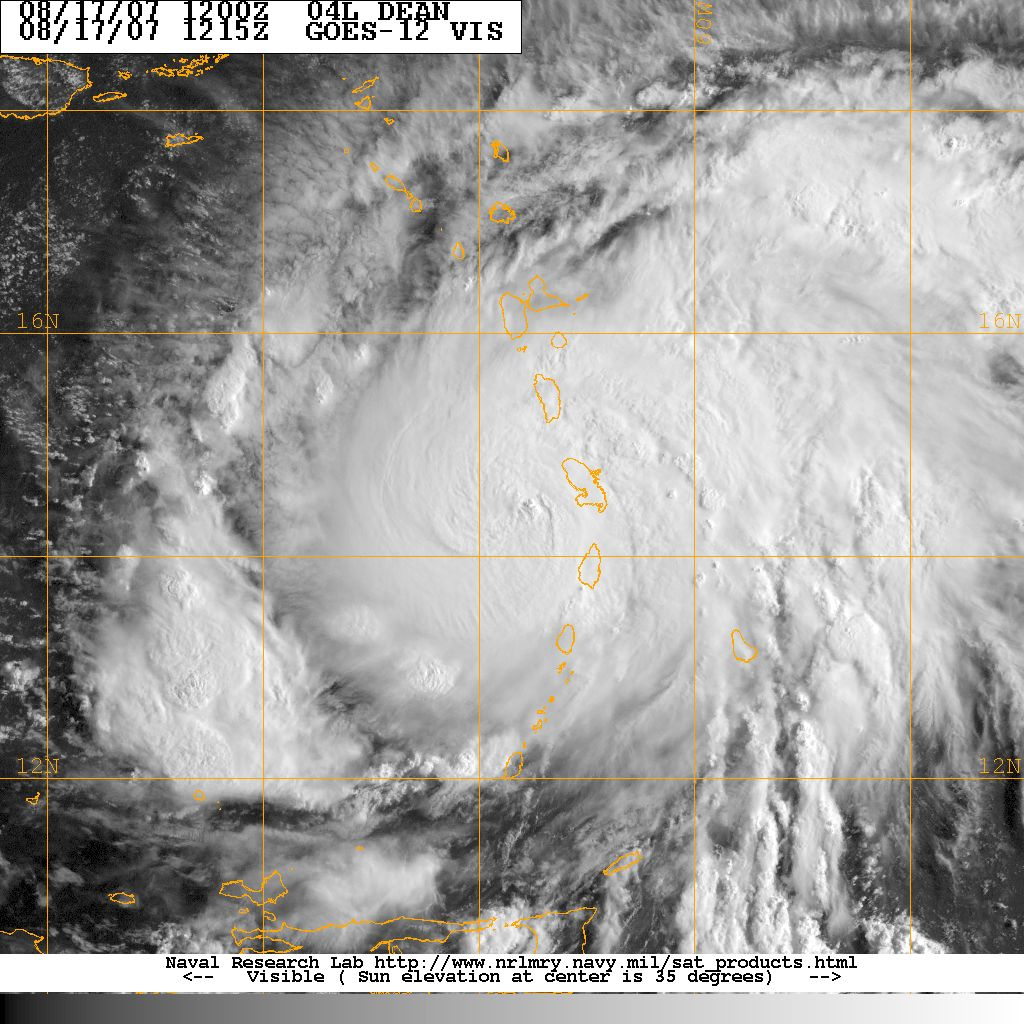
Dean vlak na zijn passage door het Saint Luciakanaal op 17 augustus. Dean ging hier gepaard met windsnelheden tot 167 km/uur en een minimale druk van 970 hPa.

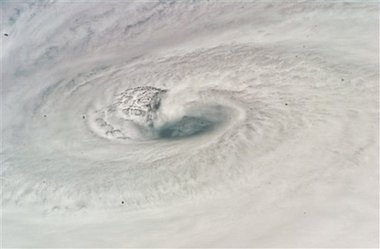
Deans oog, zoals waargenomen vanuit de Spaceshuttle Endeavour op 18 augustus.

Op 11 augustus vertrok een krachtige tropische golf van de Afrikaanse kust westwaarts en ging gepaard met verspreide, ongeorganiseerde onweersbuien. Boven de Atlantische Oceaan waren de atmosferische omstandigheden gunstig voor een langzame, verdere ontwikkeling. Op 12 augustus ontwikkelde zich binnen de tropische golf een lagedrukgebied, maar sterke oostelijke schering op grote hoogte verhinderde voorlopig verdere organisatie. Dit veranderde op 13 augustus, toen het lagedrukgebied op 835 km ten westzuidwesten van de archipel Kaapverdië promoveerde tot tropische depressie 4 en was daarmee de eerste tropische cycloon van het Kaapverdische type van dit seizoen. Aanvankelijk had de oostelijke schering de diepe convectie aan de westflank van tropische depressie 4 geblazen, maar zij stoomde aan de zuidflank van het Azoren-hogedrukgebied snel westwaarts in de richting van warm zeewater en weg van de schering, waardoor niets nog een spoedige ontwikkeling in de weg stond. Op 14 augustus promoveerde tropische depressie 4 tot tropische storm Dean.
Dean nam in structuur en omvang toe, ondanks het feit dat er wat drogere, stabielere lucht aan zijn noordflank zijn circulatie binnendrong. Dean vertoonde op 15 augustus spiraalbanden en nam gestaag in kracht toe; de spiraalbanden organiseerden zich rond het zich vormende oog van Dean en vormden een oogrok. De promotie tot orkaan op 16 augustus liet dan ook niet op zich wachten. Vervolgens ontwikkelde Deans uitstoot zich tot een goed georganiseerd patroon, hetgeen gunstig is voor verdere krachtstoename. Op 17 augustus passeerde Dean het Saint Luciakanaal, tussen Saint Lucia en Martinique. Op Saint Lucia verdronk een man die een koe wilde redden in een kolkende rivier tijdens de passage van Dean en op Martinique verdronken een vrouw en haar zoontje. Dean kwam boven het oosten van de Caraïbische Zee onder net iets minder gunstige omstandigheden; aan zijn westflank drong drogere lucht zijn circulatie binnen en er stak een heel lichte oostelijke schering op. Toch kon dat Dean niet verhinderen verder aan kracht en in organisatie toe te nemen.
Enkele uren later trof een verkenningsvliegtuig Dean aan met windsnelheden tot 204 km/uur en een minimale druk van 961 hPa en daarmee was Dean de eerste majeure orkaan van het seizoen. Op 18 augustus bereikte Dean de vierde categorie en koerste naar Jamaica, ten zuiden waarvan hij in de avond en nacht van 19 en 20 augustus passeerde. Daarna trok Dean richting Quintana Roo en Belize. Hij bereikte op 21 augustus de vijfde categorie en zijn (voorlopig) hoogtepunt met windsnelheden tot 269 km/uur, windstoten tot 324 km/uur en een minimale druk van 906 hPa. Met deze intensiteit landde Dean op 21 augustus op 65 km ten oostnoordoosten van Chetumal. Boven land nam Dean snel in kracht af en degradeerde tot de eerste categorie, toen hij dezelfde dag de Golf van Campeche bereikte.
Boven de Golf van Campeche wakkerde Dean op 22 augustus opnieuw aan tot de tweede categorie met windsnelheden tot 157 km/uur, windstoten tot 194 km/uur en een minimale druk van 979 hPa. Anderhalf uur later landde Dean nabij Tecolutla in Veracruz op 65 km ten zuidzuidoosten van Tuxpan de Rodríguez Cano met windsnelheden van 160 km/uur als orkaan van de tweede categorie en boette boven land spoedig in kracht in. Enkele uren later degradeerde Dean tot tropische storm. Op 23 augustus degradeerde Dean tot tropische depressie boven de Sierra Madre Occidental.

### Tropische storm Erin

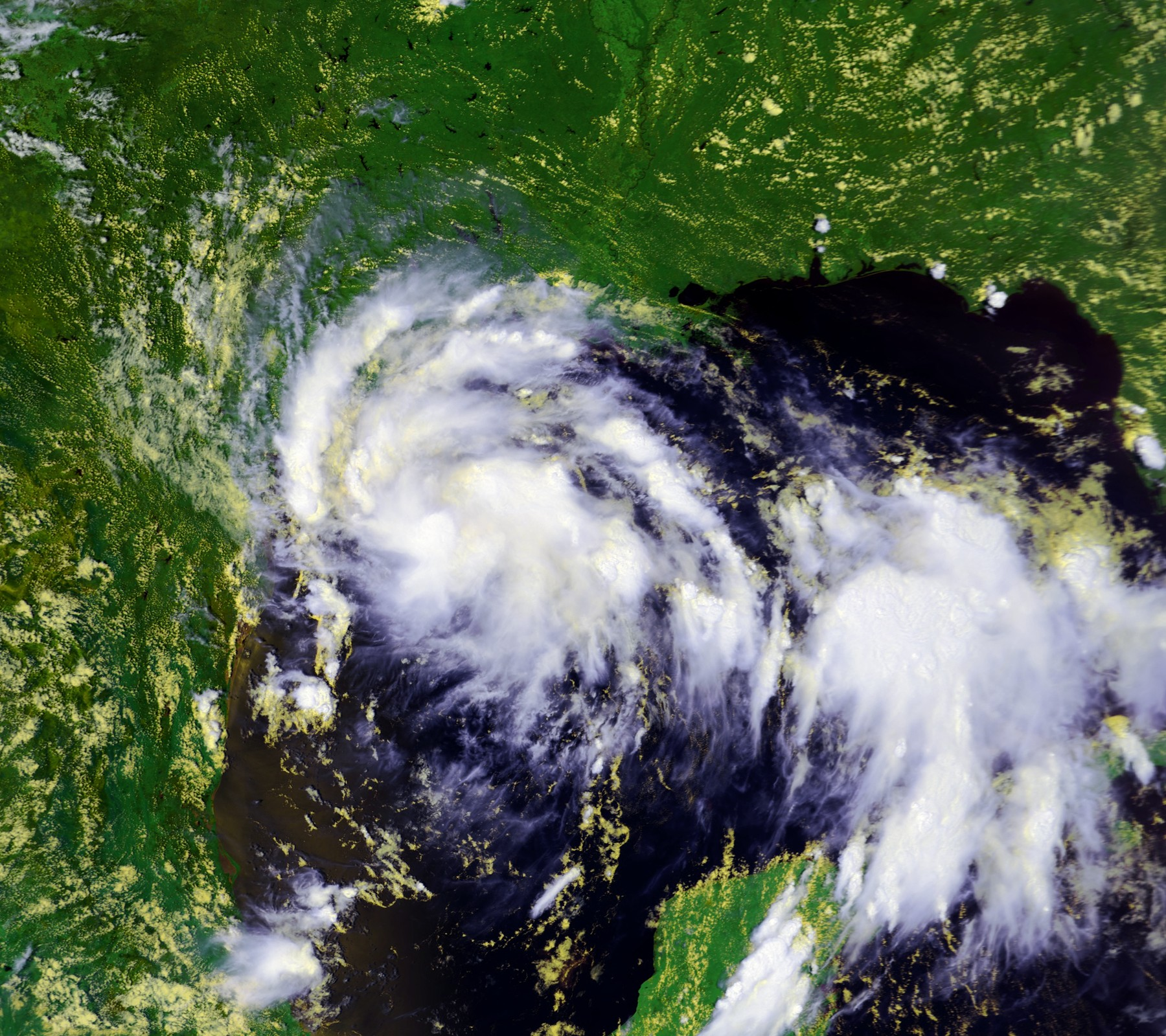
Tropische storm Erin op 15 augustus boven het noordwesten van de Golf van Mexico.

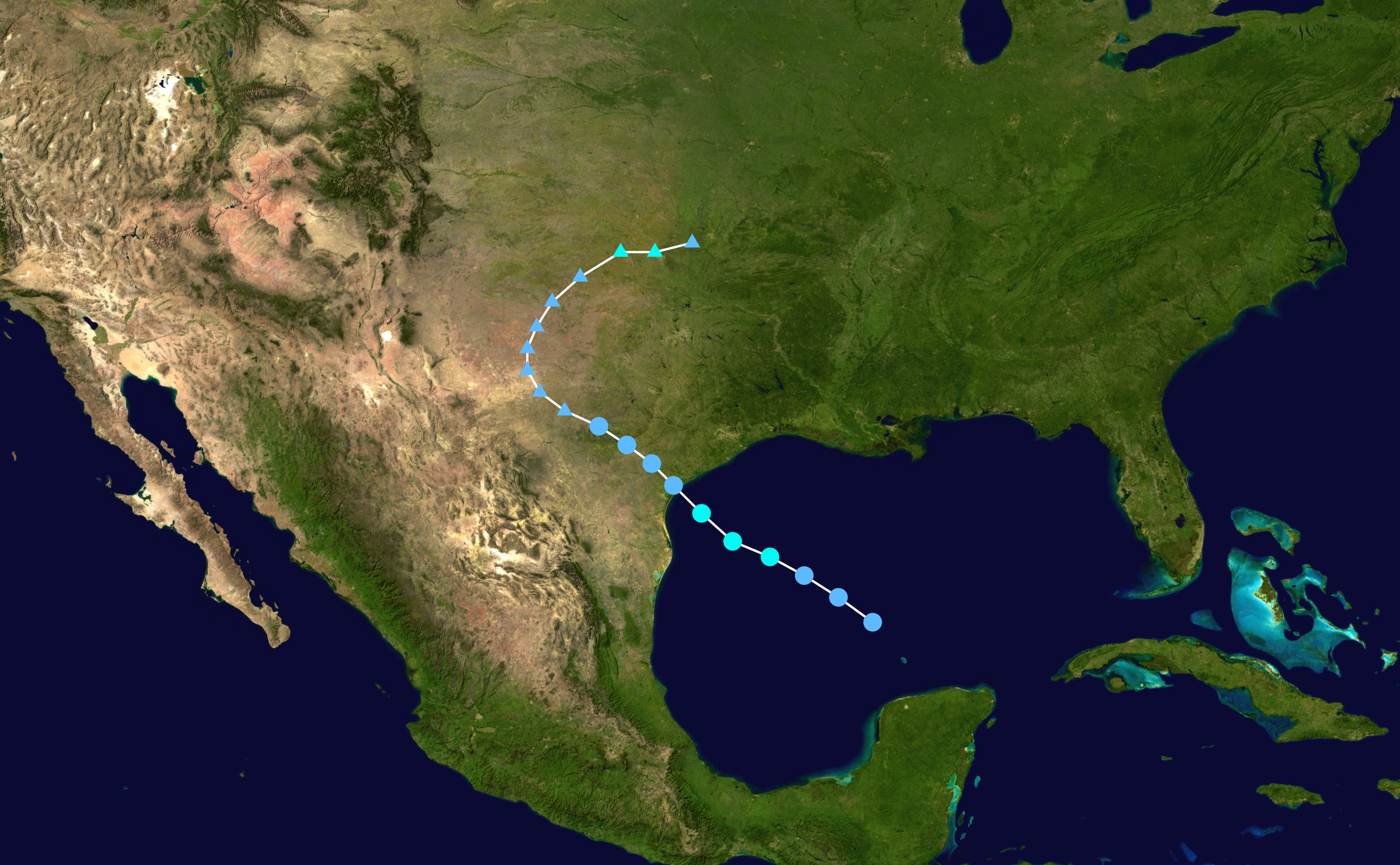
Erin meanderde door de Golf van Mexico en over het Amerikaanse continent.

Op 9 augustus ontwikkelde zich ten zuiden van Jamaica een storing met convectie langs een trog van lage druk. De storing trok westnoordwestwaarts en ontwikkelde zich de volgende dagen verder tot een lagedrukgebied met enige buienactiviteit. Op 12 augustus interageerde het systeem met een lagedrukgebied op grote hoogte en een naderende tropische golf, zodat er een breed regengebied ontstond van het westen van de Caraïbische Zee tot over de Bahama's. Het systeem, dat intussen de Golf van Mexico was binnengetrokken, ontwikkelde zich op 13 augustus tot een breed lagedrukgebied met een centrum op 145 km ten noordnoordoosten van Cancún in Quintana Roo. De volgende dag werd besloten een verkenningsvliegtuig te sturen, maar dat trof een minimale circulatie aan, te weinig om van een tropische cycloon te kunnen spreken. Het lagedrukgebied werd echter steeds beter georganiseerd, zodat het op 15 augustus op 685 km ten zuidoosten van Brownsville in Texas promoveerde tot tropische depressie 5.
Aanvankelijk was tropische depressie 5 matig georganiseerd en trok noordwestwaarts aan de zuidwestflank van een hogedrukgebied. Toen boven het midden van de Golf van Mexico een hogedrukgebied op grote hoogte ontstond, ontwikkelde tropische depressie 5 zich op 15 augustus op 400 km ten oosten van Brownsville tot tropische storm Erin. Erin won daarna echter niet meer aan kracht en naderde als minimale tropische storm met windsnelheden tot 65 km/uur de Texaanse kust. Enkele uren voordat Erin landde op 40 km ten noordoosten van Corpus Christi, degradeerde hij tot tropische depressie. Enkele uren later staakte het National Hurricane Center het volgen en beschouwen van Erin, die nog enige dagen boven het Amerikaanse continent meanderde, alvorens hij oploste.
Op 15 augustus sneed Erin de olietoevoer af van een aantal productieplatforms in de Golf van Mexico. Dit in combinatie met lage olievoorraden deed de prijs van olie op de termijnmarkt stijgen tot $74,01. Nadat Erin was geland, veroorzaakte hij zware regenval en overstromingen in Houston en omgeving. Enkele wegen en bruggen waren geïnundeerd. Erin eiste vier mensenlevens; één bij het instorten van een kruidenierswinkel in de buurt van Houston. Verder lieten drie inzittenden van een auto het leven bij een ongeluk, veroorzaakt door het noodweer. Ook zette Erin in de omgeving van Houston 20.000 huishoudens tijdelijk zonder stroom.

### Orkaan Felix

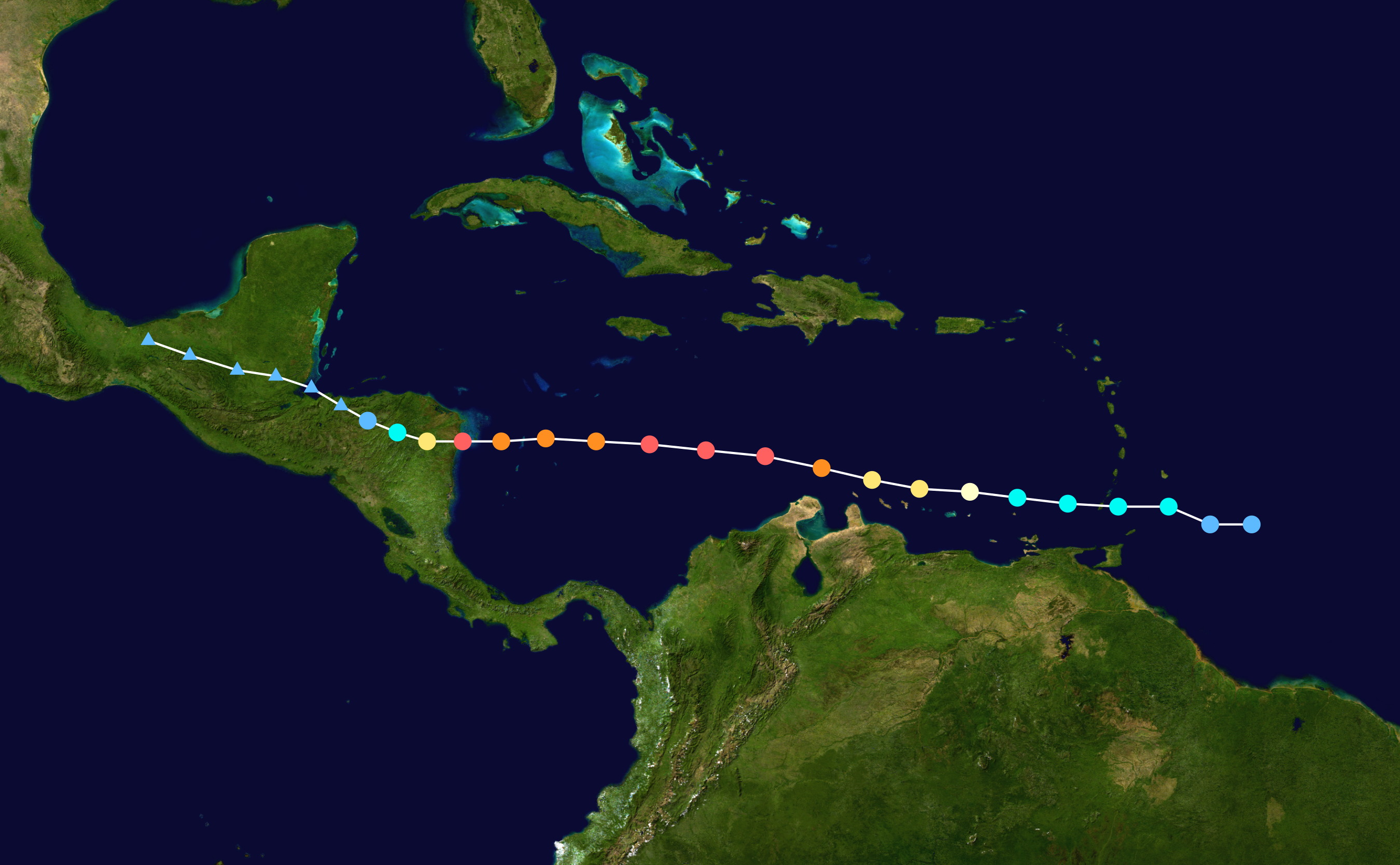
Felix' koers

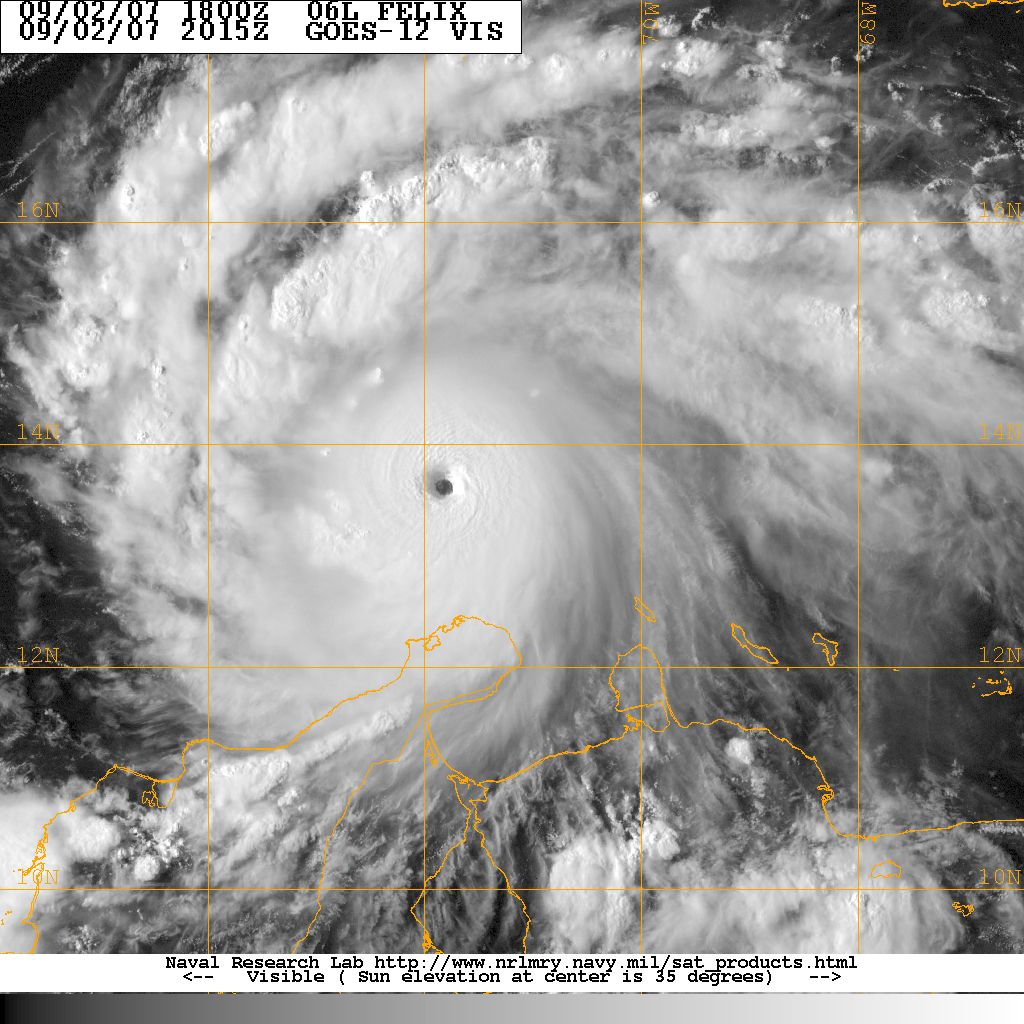
Felix op 2 september als orkaan van de vierde categorie met windsnelheden tot 222 km/uur, windstoten tot 269 km/uur en een minimale druk van 956 hPa. Het oog heeft zich tijdens de rappe krachtstoename vernauwd tot 22 km in doorsnee.

Op 31 augustus vormde zich tropische depressie 6 op 295 km ten oostzuidoosten van de noordelijke Bovenwindse Eilanden uit een tropische golf. Net als Dean volgde tropische depressie 6 een westnoordwestelijke koers aan de zuidflank van een zich naar het westen uitbreidend hogedrukgebied. Aanvankelijk was het centrum van de gesloten circulatie van de cycloon nog ovaalvormig, maar onder lichte schering en met een goede uitstoot kon tropische depressie 6 meer convectie ontwikkelen en organiseren, zodat op 1 september zij promoveerde tot tropische storm Felix, op hetzelfde moment dat Felix' centrum over Grenada trok. Daarna nam Felix snel in kracht toe: zijn spiraalbanden organiseerden zich tot een hechte circulatie en op grote hoogte waren de omstandigheden gunstig om de aangevoerde lucht uit te stoten over de gehele radius rond de cycloon. Ook begon zich een oog te vormen.
Op 2 september promoveerde Felix tot orkaan op 250 km ten oostnoordoosten van Bonaire. In de uren daarna in de nacht van 2 op 3 september passeerde Felix ten noorden van de ABC-eilanden en bereikte op 3 september de derde categorie en was daarmee de tweede majeure orkaan van het seizoen. Enkele uren later bereikte Felix zelfs de vierde categorie, gepaard gaande met windsnelheden tot 222 km/uur, windstoten tot 269 km/uur en een minimale druk van 956 hPa. Dit betekende, dat Felix in de zeven uren tussen 14h00 UTC en 21h00 UTC op 3 september gemiddeld 3,4 hPa per uur uitdiepte. Het komt niet vaak voor in het Atlantisch bassin, dat een tropische cycloon zo snel aan luchtdruk verliest. Felix deed daarmee herinneringen oproepen aan Wilma en Mitch en enkele uren later bereikte Felix op 3 september ook de vijfde categorie met windsnelheden tot 269 km/uur, windstoten tot 324 km/uur en een minimale druk van 934 hPa.
Daarmee behoorde het seizoen 2007 samen met het seizoen 1960, het seizoen 1961 en het seizoen 2005 tot de seizoenen met méér dan één orkaan van de vijfde categorie. De uren daarna fluctueerde Felix' luchtdruk, die zakte tot 929 hPa, maar daarna weer opvulde. Op 4 september bereikt de orkaan de kust van Nicaragua, waar inmiddels duizenden mensen de kust ontvlucht zijn.

### Tropische storm Gabrielle

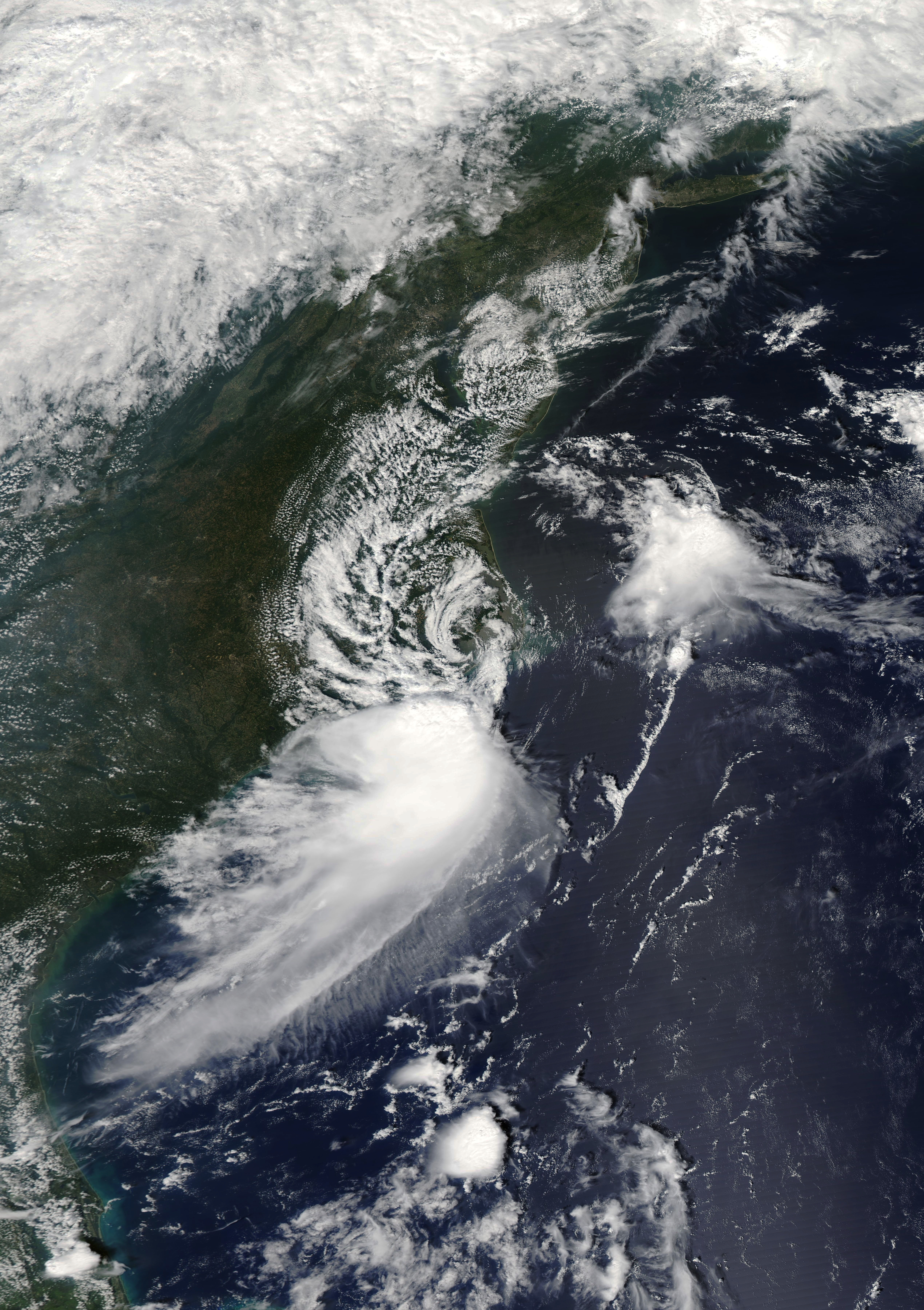
Tropische storm Gabrielle op 9 september boven North Carolina.

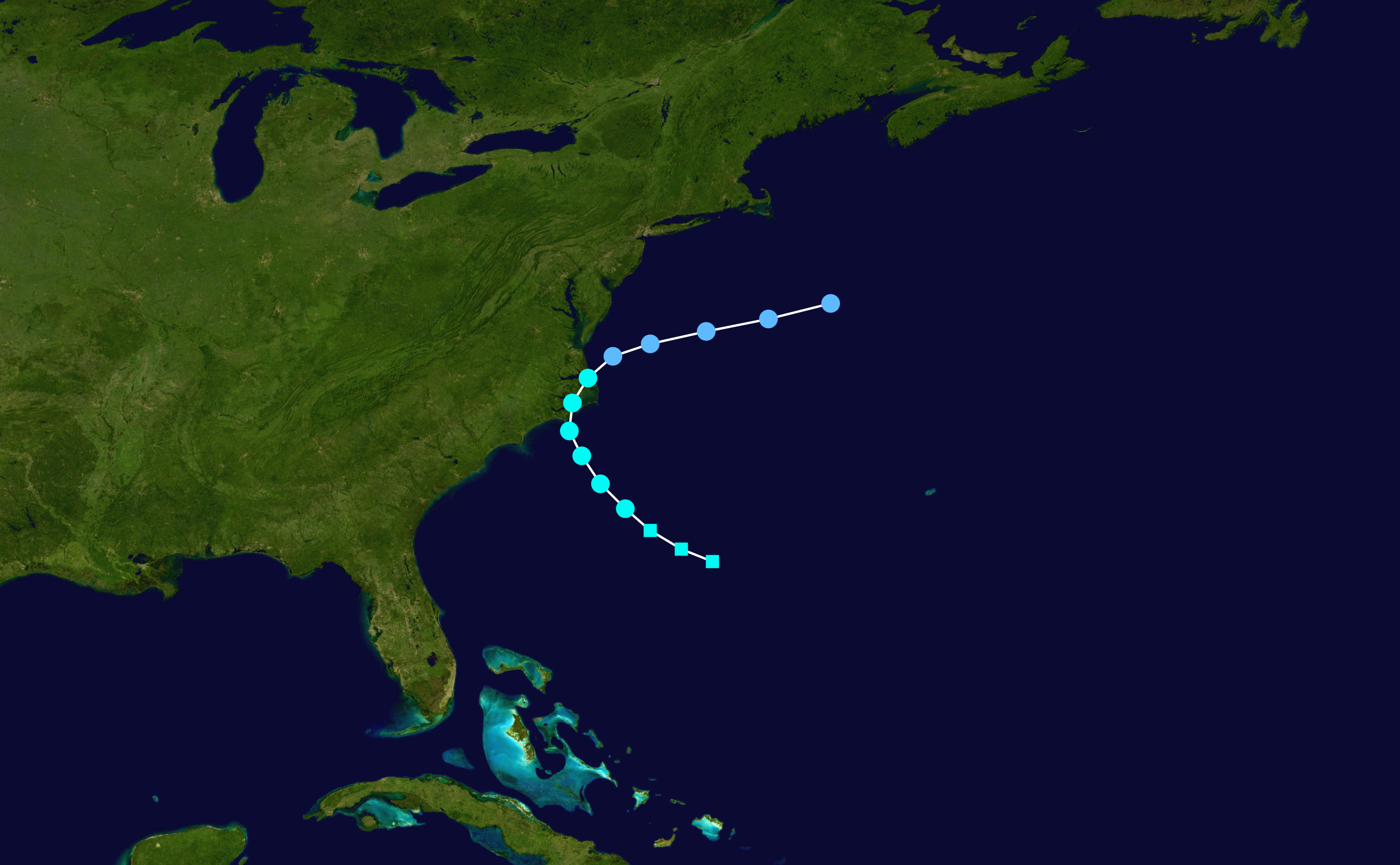
Gabrielles koers

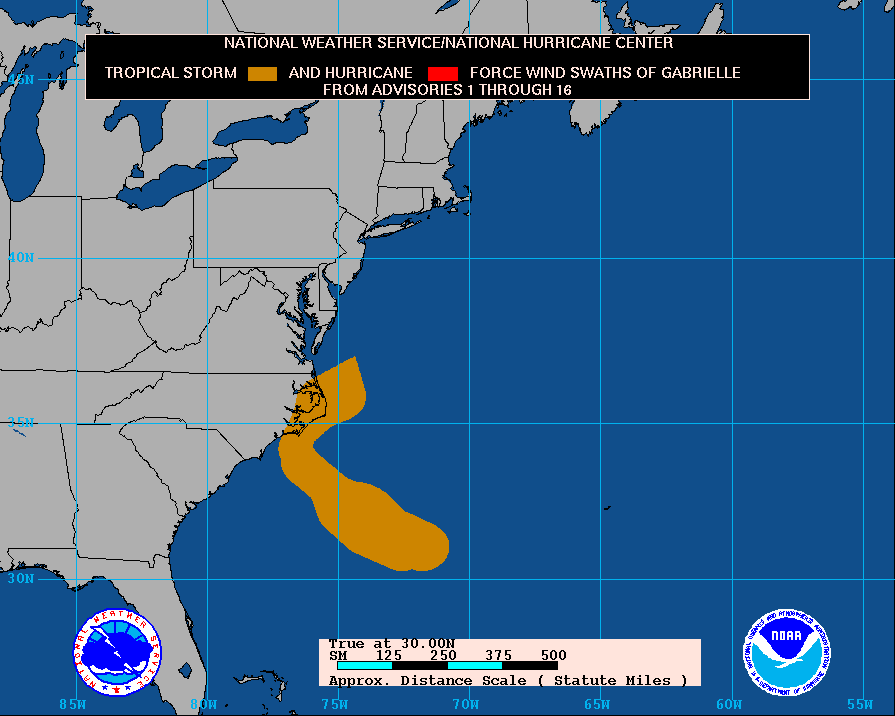
Cumulatief stormveld van Gabrielle als tropische en subtropische cycloon. Het gebied is in het bestaan van Gabrielle getroffen door winden van tropischestormkracht (windkracht 8 of meer). Haar leven begint als subtropische storm met een stormveld, dat zich tot ver buiten haar centrum uitspreidt, hetgeen karakteristiek is voor een subtropische cycloon. Als zij vervolgens zich vervolgens transformeert tot tropische cycloon, concentreert het veld zich rond haar centrum en kan zij in kracht toenemen (het veld versmalt). Vervolgens wordt het veld weer breder, door interactie met land en ongunstigere omstandigheden (het stormveld wordt breder, maar de windsnelheden nemen ook af).

Gabrielle kwam voort uit een extratropische storm, die tropische kenmerken aannam en transformeerde tot een subtropische en later tot een tropische cycloon. Op 2 september dreven resten van een oplossend koufront oostwaarts over de Atlantische Oceaan, weg van de kust van Georgia. Na enkele dagen begon de storing een meer geordend uiterlijk te vertonen met enige convectie ten oosten van haar centrum. Toch stelden verkenningsvliegtuigen op 5 september vast, dat er geen sprake was van een tropische, noch een subtropische cycloon. Een naburige trog van lage druk op grote hoogte inhibeerde ondertussen verdere ontwikkeling en op 6 september leek de storing halverwege North Carolina en Bermuda te verpieteren. Daarna werden de omstandigheden gunstiger: er verscheen ten noordoosten van de storing een hogedrukgebied, dat de storing op een westnoordwestelijke koers zette en de convectie kwam terug en begon zich langzaam te organiseren.
Op 8 september ontwaarde een verkenningsvliegtuig een subtropische cycloon op 625 km ten zuidoosten van Kaap Lookout in North Carolina. Het systeem werd subtropische storm Gabrielle gedoopt en was na Andrea de tweede subtropische cycloon van het seizoen. Gabrielle had te maken met drogere lucht aan haar zuid- en westflank, koelere lucht aan haar noordflank, koeler zeewater en bovendien een zuidelijke schering. Zij wist zich desalniettemin te handhaven, hoewel haar structuur danig erdoor werd beïnvloed; het centrum werd gescheiden van de diepe convectie. Dit veranderde toen Gabrielle boven de golfstroom geraakte; het centrum reorganiseerde zich onder de convectie en de temperatuur in het centrum steeg boven dat van de omgeving en daarmee was Gabrielle op 8 september tot tropische cycloon getransformeerd. Tropische storm Gabrielle zette koers naar Kaap Lookout en draaide, nu zij aan de westflank van het hogedrukgebied was gekomen, steeds meer naar het noorden bij om met de wijzers van de klok mee om het hogedrukgebied mee te draaien.
Op 9 september landde Gabrielle met windsnelheden tot 95 km/uur en een minimale druk van 1004 hPa op de kust van North Carolina bij Kaap Lookout. De volgende dag draaide Gabrielle terug naar het noordoosten, weer de Oceaan op, en degradeerde door de schering tot tropische depressie. Deze wist zich nog een dag lang boven de golfstroom als tropische cycloon te handhaven, maar verloor die status op 11 september. De restanten van Gabrielle werden op 12 september opgenomen door een koufront.

### Tropische storm Ingrid
Tropische depressie 8 ontstond op 12 september uit een tropische golf op de Atlantische Oceaan op 1815 km ten oosten van de Bovenwindse Eilanden. Tropische depressie 8 trok westnoordwestwaarts aan de zuidwestflank van een hogedrukgebied. Door een matige noordoostelijke schering kon tropische depressie 8 aanvankelijk niet aan kracht winnen en hoewel op 13 september satellietbeelden van de QuikSCATsatelliet suggereerde, dat de cycloon voor een korte periode tropischestormstatus had bereikt, besloot het National Hurricane Center de cycloon op een tropische depressie te houden. Later, op 14 september stelde een verkenningsvliegtuig vast, dat tropische depressie 9 was gepromoveerd tot tropische storm Ingrid. Omdat nu tropische depressie 9 eerder tot Humberto was aangewakkerd, voordat tropische depressie 8 tropischestormstatus had bereikt, brak de chronologische volgorde door de alfabetische.

### Orkaan Humberto

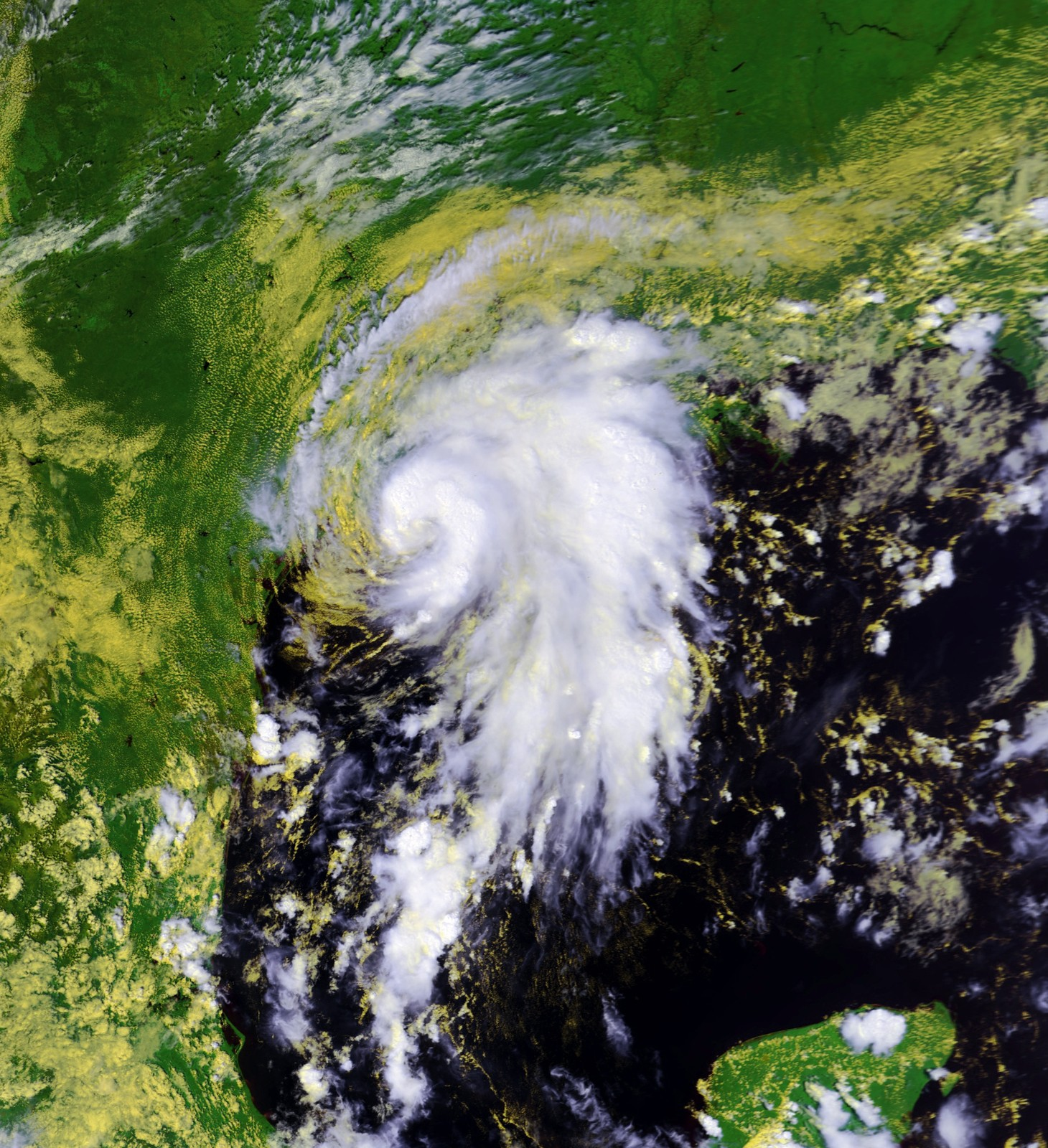
Humberto in zijn onstuimige ontwikkeling als tropische storm op 12 september, enige uren na zijn ontstaan.

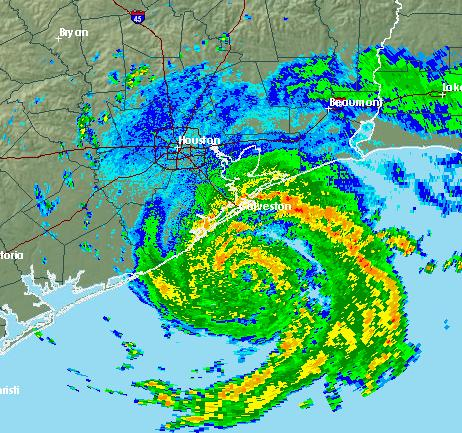
Beeld van de neerslagradar van Humberto voor de Texaanse kust op 13 september. De rode kleuren coderen voor de intensiefste neerslag, blauw en groen voor minimale activiteit. Duidelijk tekenen de spiraalbanden zich af.

Begin september ontstond er in de Golf van Mexico, in het gebied tussen het westelijkste punt van Cuba en de westelijke oever van de Golf van Mexico een onweersstoring door de interactie van een oud front aan de oppervlakte met een lagedrukgebied op grote hoogte. Deze storing trok in noordwestelijke richting aan de zuidwestflank van een hogedrukgebied en aanvankelijk werd verdere ontwikkeling gedwarsboomd door de atmosferische omstandigheden met name schering. Op 11 september veranderde dat en de volgende dag begon de convectie zich snel te ontwikkelen. Er ontstonden spiraalbanden en waarnemingen van boeien in zee toonden een gesloten circulatie aan. Op 12 september promoveerde de storing tot tropische depressie 9 op 100 km ten zuidwesten van Matagorda aan de Texaanse kust. Daarna won zij razendsnel aan kracht; tropische depressie 9 promoveerde drie uur later tot tropische storm Humberto en begon een oog te ontwikkelen.
Op 13 september promoveerde Humberto, ondanks de nabijheid van het Texaanse vasteland tot orkaan, hiermee was tropische depressie 9 in een tijdsbestek van 10 uur aangewakkerd tot orkaan. Twee uur later landde Humberto op zijn hoogtepunt met windsnelheden tot 135 km/uur, windstoten tot 157 km/uur en een minimale druk van 992 hPa, even ten oosten van High Island, Texas. Boven land verzwakte Humberto vervolgens tot tropische storm nabij de grens met Louisiana. Humberto trok meer in oostelijke richting verder en verzwakte op 13 september tot tropische depressie. Humberto eiste tot nog toe één man het leven, toen zijn carport boven hem instortte. Verder deed Humberto in 112.000 huishoudens het licht uit en veroorzaakte diverse overstromingen. Omdat Humberto opkwam in een gebied, waar veel olie werd gewonnen, deed hij op de termijnmarkt de olieprijs, die al enige dagen een opgaande lijn vertoonde, stijgen naar een recordbedrag van $80,09.

## Accumulated Cyclone Energy
| 1            | 33,8  | Dean  | 4 | 0,608 | Chantal |
| 2            | 16,5  | Felix | 5 | 0,368 | Erin    |
| 3            | 0,773 | Barry |   |       |         |
| Totaal: 52,0 |       |       |   |       |         |

Accumulated Cyclone Energy, oftewel ACE is een criterium om de activiteit van tropische cyclonen te kwantificeren. Bij iedere waarschuwing, c.q. bespreking van een tropische cycloon met de intensiteit van tropische storm of hoger wordt de windsnelheid in knopen gebruikt voor het bereken van deze waarde. Alle waardes van alle besprekingen gedurende de levensduur van een tropische cycloon worden bij elkaar opgeteld, zodat een totale waarde voor die tropische cycloon kan worden bepaald. Levensduur en intensiteit bepalen dus dit getal; een cycloon met een hoge intensiteit en een lange levensduur krijgt dus een (zeer) hoge waarde. Als nogmaals alle waardes van alle cyclonen aan het eind van het seizoen worden opgeteld, heeft men een maat van de totale activiteit van het seizoen. In de tabel zijn de waardes per tropische cycloon gerangschikt van hoog naar laag. Andrea en Gabrielle zijn niet in de tabel opgenomen, omdat zij subtropische cyclonen waren en derhalve hun waardes niet meetellen voor dit seizoen. (Bijgewerkt tot 09h00 UTC, 7 september.)

## Namen
De lijst met namen voor 2007 is hetzelfde als die van 2001, met dat verschil dat Andrea, Ingrid en Melissa in de plaats zijn gekomen van Allison, Iris en Michelle. De lijst van 2007 zal opnieuw in 2013 worden gebruikt, met uitzondering van de namen, die na het seizoen van de lijst zijn gehaald.
| - Andrea - Barry - Chantal - Dean - Erin - Felix - Gabrielle | - Humberto - Ingrid - Jerry - Karen - Lorenzo - Melissa - Noel | - Olga - Pablo (niet gebruikt) - Rebekah (niet gebruikt) - Sebastien (niet gebruikt) - Tanya (niet gebruikt) - Van (niet gebruikt) - Wendy (niet gebruikt) |

### Van de lijst gehaald
Op 13 mei 2008 tijdens de dertigste sessie van de Regional Association IV Hurricane Committee van de World Meteorological Organization besloot het WMO de volgende namen niet meer te gebruiken Dean, Felix en Noel op zijn roulerende namenlijst. Vervangende namen zijn Dorian, Fernand en Nestor.